# Stazione di Los Molinos
La stazione di Los Molinos (nota anche col nome di Los Molinos-Guadarrama) è una stazione ferroviaria che serve il comune di Los Molinos, sulla linea Villalba - Segovia.
La stazione dispone di servizi di media distanza e forma parte della linea C8 delle Cercanías di Madrid.
Si trova in calle Cumbres del Chaparral, nel comune di Los Molinos.

## Storia
La stazione è stata inaugurata il 1º luglio 1888 con l'apertura del tratto Villalba - Segovia della linea Medina del Campo - Villalba.